# Enterocelomados
Los enterocelomados son un grupo de animales en los cuales la cavidad celomática se forma por enterocelia, esto es, el mesodermo aparece como una evaginación del arquénteron (tubo digestivo embrionario).
En la pared del arquénteron se forman una o varias bolsas. Cada una de ellas se desprende de la pared como un compartimento celómico, y sus paredes constituyen el mesodermo. En ciertos casos, el mesodermo surge de las paredes del arquénteron como hojas o láminas macizas que posteriormente se ahuecan.
Generalmente la enterocelia da lugar a una disposición tripartita de las cavidades corporales, que quedan designadas como procele, mesocele y metacele. Excepción de esto es el Filo Cordados.
Se da en organismos deuteróstomos, y la segmentación del huevo es holoblástica radial; en muchos grupos de cordados está muy modificado.
Los grupos que incluyen un desarrollo enterocelomático son los siguientes:
- Filo Echinodermata
- Filo Chaetognatha
- Filo Hemichordata
- Filo Chordata
- Lofoforados
  - Filo Phoronida
  - Filo Brachiopoda
  - Filo Bryozoa (=Ectoprocta)